# جواد موفقیان
جواد موفقیان (۲۵ اکتبر ۱۹۲۷ – ۱۹ ژوئیه ۲۰۲۲) یک نیکوکار ایرانی-کانادایی بود. وی میلیون‌ها دلار از ثروت خود را بیشتر برای گسترش آموزش، بهداشت و توسعه اجتماعی در ایران، آفریقا، هند، هائیتی، سوئیس، انگلیس و به ویژه در ونکوور کانادا صرف کرده‌است.

## زندگی
جواد موفقیان در سال ۱۹۲۷ (بهمن ۱۳۰۵) در تهران متولد شد. پدرش، رضا، هنگامی که یک ساله بود، بر اثر سکته مغزی درگذشت؛ به گفته وی، مادرش، ربابه، الهام بخش نیکوکاری او بود.
موفقیان پس از فارغ‌التحصیلی از دانشگاه در تهران، یکی از بزرگترین شرکت‌های ساختمانی در ایران قبل از انقلاب را بنیان گذاشت که در دهه ۱۹۷۰ بیش از ۱۰٬۰۰۰ کارمند داشت و تا پیش از انقلاب سال ۱۳۵۷ روی پروژه‌های بزرگی مانند ساخت مدارس، راه‌ها و پل‌ها کار می‌کرد.
موفقیان پس از انقلاب به ژنو در سوئیس نقل مکان کرد تا به فرزندان خود بپیوندد که آنجا به مدرسه می‌رفتند،او می‌دانست که ماندنش در آنجا طولانی نخواهد بود. وی یک شرکت توسعه املاک تجاری ایجاد کرد و همچنان به پشتیبانی و ساخت طیف گسترده‌ای از اماکن آموزشی و بهداشت و درمان در اروپا ادامه داد.
موفقیان در سال ۱۹۸۷ در ونکوور کانادا اقامت گزید. اندکی بعد او یک شرکت املاک و مستغلات تجاری تأسیس کرد که اکنون دارای چهار ساختمان اداری است و املاک زیادی را در منطقه ونکوور ساخته و اداره کرده‌است.
در سال ۲۰۰۳ او بنیاد جواد موافقیان را تأسیس کرد، که حمایت‌های سخاوتمندانه و بسیار مهمی را برای بسیاری از سازمانهای بهداشت و درمان در ونکوور ارائه داده‌است.
اگرچه وی ۴ دهه پیش وطن خود را ترک کرد، اما با تأمین هزینه ساخت ۲۶ مدرسه ابتدایی، راهنمایی و فنی، با کشور خود همچنان متصل است. برخی از این مدارس به‌طور خاص برای دانش‌آموزان دارای نقص در بینایی و شنوایی و یکی برای دختران معلول جسمی طراحی و تأسیس شده‌اند.
در سال ۲۰۱۰، موفقیان دچار سکته مغزی شد و بیاد توصیه مادرش افتاد که ثروتش را به نیازمندان ببخشد. در ژانویه ۲۰۱۱، او نصیحت مادرش را دنبال کرد و تمام دارایی‌های خود را به بنیاد خیریه‌ای با نام خودش منتقل کرد. او می‌خواهد که تمام ثروتش را در موارد انسان دوستانه صرف کند.

## نیکوکاری
جواد موفقیان فعالیت خیرهٔ خود را بر آموزش و سلامت کودکان متمرکز کرده‌است. وی بزرگترین هدیه تا کنون را، به مبلغ ۱۵ میلیون دلار، به دانشکده پزشکی دانشگاه بریتیش کلمبیا (UBC) برای ساخت یک مرکز تحقیقات و مراقبت از بیمار در بیمارستان UBC، در ونکوور کانادا اهدا کرده‌است. این بنای ۱۳۵۰۰۰ متر مربعی که به نام «مرکز سلامت مغز جواد موفقیان» (Djavad Mowafaghian Centre for Brain Health) شناخته می‌شود در سال ۲۰۱۴ افتتاح شد و تحقیقات و مراقبت‌های بالینی را در علوم اعصاب، روانپزشکی و عصب‌شناسی متمرکز می‌کند.
او بنیاد جواد موفقیان را در سال ۲۰۰۳ در ونکوور بنیان گذاشت که از بدو تأسیس بیش از ۲۰ سازمان در بریتیش کلمبیا از نیکوکاری او بهره‌مند شده‌اند.
وی در بیمارستان کودکان بریتیش کلمبیا، بخش جواد موفقیان را اهدا و «مرکز مراقبت از کودکان جواد موافقیان» را تأسیس کرد. بنیاد جواد موفقیان همچنین با اهدای ۴ میلیون دلار از محققان جوان برای انجام تحقیقات در مورد آموزش و سلامت کودکان از طریق برنامه‌ای موسوم به «مشارکت یادگیری ضروری انسان» (Human Early Learning Partnership) پشتیبانی کرده‌است.
بنیاد جواد موفقیان همچنین سینمای جواد موفقیان را در دانشگاه سایمون فریزر (SFU) با ۳۵۰ صندلی گنجایش برای نمایش فیلم یا برگزاری مراسم مختلف تأسیس و اهدا کرده‌است.
این بنیاد با ایجاد دهلیز جواد موفقیان به مرکز تحقیقات تنوع زیستی بیتی در دانشگاه بریتیش کلمبیا که کارهای گسترده‌ای در زمینه دسترسی عمومی و ترغیب کودکان به علم، حفاظت و تنوع زیستی در ونکوور کانادا انجام می‌دهد ۳ میلیون دلار کمک کرده‌است.
وی ۱۹ میلیون دلار به دانشگاه بریتیش کلمبیا، ۹٫۵ میلیون دلار به دانشگاه سایمون فریزر، ۱۰٫۵ میلیون دلار به بیمارستان کودکان دانشگاه بریتیش کلمبیا، ۲ میلیون دلار به بیمارستان عمومی ونکوور برای بخش جدید سکته، ۴٫۳ دلار به بیمارستان لاینز گیت ونکوور و ۷۵۰٬۰۰۰ دلار به مرکز توسعه کودکان سوری اهدا کرده‌است. او همچنین نیم میلیون دلار به کمپین آبی و طلایی دانشگاه بریتیش کلمبیا برای دانشجویان کمک کرده که بزرگترین کمپین برای دانشجویان در تاریخ این دانشگاه بوده‌است و به هدف خود برای جمع‌آوری ۱۰۰ میلیون دلار حمایت از دانشجویان رسیده‌است.
فهرست موسسات خیریه‌ای که او مبالغ کمتری به آن‌ها پرداخته بسیار زیاد است. موفقیان علاوه بر حمایت فراوان از موسسات خیریه محلی، در سایر نقاط جهان نیز به حمایت‌های خیرخواهانه پرداخته‌است از جمله تأمین بودجه پیوند مغز استخوان در سوئیس، پرداخت بیش از ۷۰ بورس تحصیلی برای دانشجویان بین‌المللی در انگلستان و ساخت مدرسه‌ای در هائیتی.
وی پشتیبانی خیرخواهانه خود را در سرزمین مادری نیز پی گرفته و بودجه ساخت ۲۶ مدرسه در ایران با نزدیک به ۸۵ هزار متر مربع را تأمین کرده که بیش از ۱۵٫۵۰۰ دانش آموز ایرانی در سال از جمله دانش‌آموزان دارای معلولیت جسمی از این فضاهای آموزشی بهره می‌برند.

## درگذشت
وی سرانجام در ۱۹ ژوئیه ۲۰۲۲ در سن ۹۴ سالگی درگذشت.

## افتخارات
در سال ۲۰۰۹، دانشگاه سیمون فریزر از وی با اهدای مدرک دکترای افتخاری تجلیل کرد.
در سال ۲۰۱۱، کتابی دو زبانه به نام «زندگی و کارنامه خیّر مدرسه‌ساز جواد موفقیان» به دو زبان فارسی و انگلیسی در ایران منتشر شد.
در سال ۲۰۱۳، مجسمه‌ای از جواد موفقیان در تهران رونمایی شد.
در سال ۲۰۱۴، به سبب سوابق بشردوستانه خارق‌العاده وی به افتخار دریافت نشان افتخار بریتیش کلمبیا (Order of British Columbia) نایل شد و اخیراً به عنوان عضو نشان افتخار کانادا (Member of the Order of Canada) شناخته شد.
در اکتبر سال ۲۰۱۴ در جریان دیدار دالایی لاما به ونکوور، وی شخصاً جایزه بشردوستانه دالایی لاما را به جواد موفقیان اهدا کرد.